# 우드무르트어 위키백과

우드무르트어 위키백과는 우드무르트어로 운영되는 위키백과 언어판이다. 2005년에 시작되었다. 기호는 udm이다.